# Rasendranoro của Madagascar
Rasendranoro của Madagascar là Vương nữ Madagascar và là chị gái của Ranavalona III.

## Tiểu sử
Rasendranoro là con gái của Raketaka của Madagascar và Andriantsimianatra. Bà là chị gái của Ranavalona III. Bà chuyển đến một căn hộ trong cung điện hoàng gia sau khi em gái bà lên ngôi hoàng hậu. Năm 1881 Rasendranoro kết hôn với một nhà quý tộc tên là Andrianaly. Bà có ba đứa con.
Năm 1897, sau khi chế độ quân chủ bị bãi bỏ và chế độ thực dân Pháp được thực thi, Rasendranoro, cùng với con gái và dì của bà, Công chúa Ramasindrazana, đã cùng với nữ vương ở Toamasina. Họ bắt một con tàu đến đảo Réunion, nơi họ sống lưu vong. Cả nhóm đến Pointe des Galets và được đưa đến Saint-Denis. Họ đã cư trú tại khách sạn de l'Europe. Vài ngày sau khi đến nơi, con gái của Rasendranoro, Công chúa Razafinandriamanitra, đã chết vì các biến chứng liên quan đến sinh nở. Một tháng sau khi đến Réunion, gia đình hoàng gia đã chuyển đến một ngôi nhà thuộc sở hữu của Madame de Villentroy, nằm gần các văn phòng chính phủ. Rasendranoro sống ở đó trong hai năm cho đến khi gia đình hoàng gia bị chính phủ Pháp buộc phải chuyển đi, và đưa đến Marsielles. Sau khi sống ở Pháp được vài tháng, họ được chuyển đến Pháp Algeria và sống trong một biệt thự ở Algiers.